# Daniel Bernard Sweeney

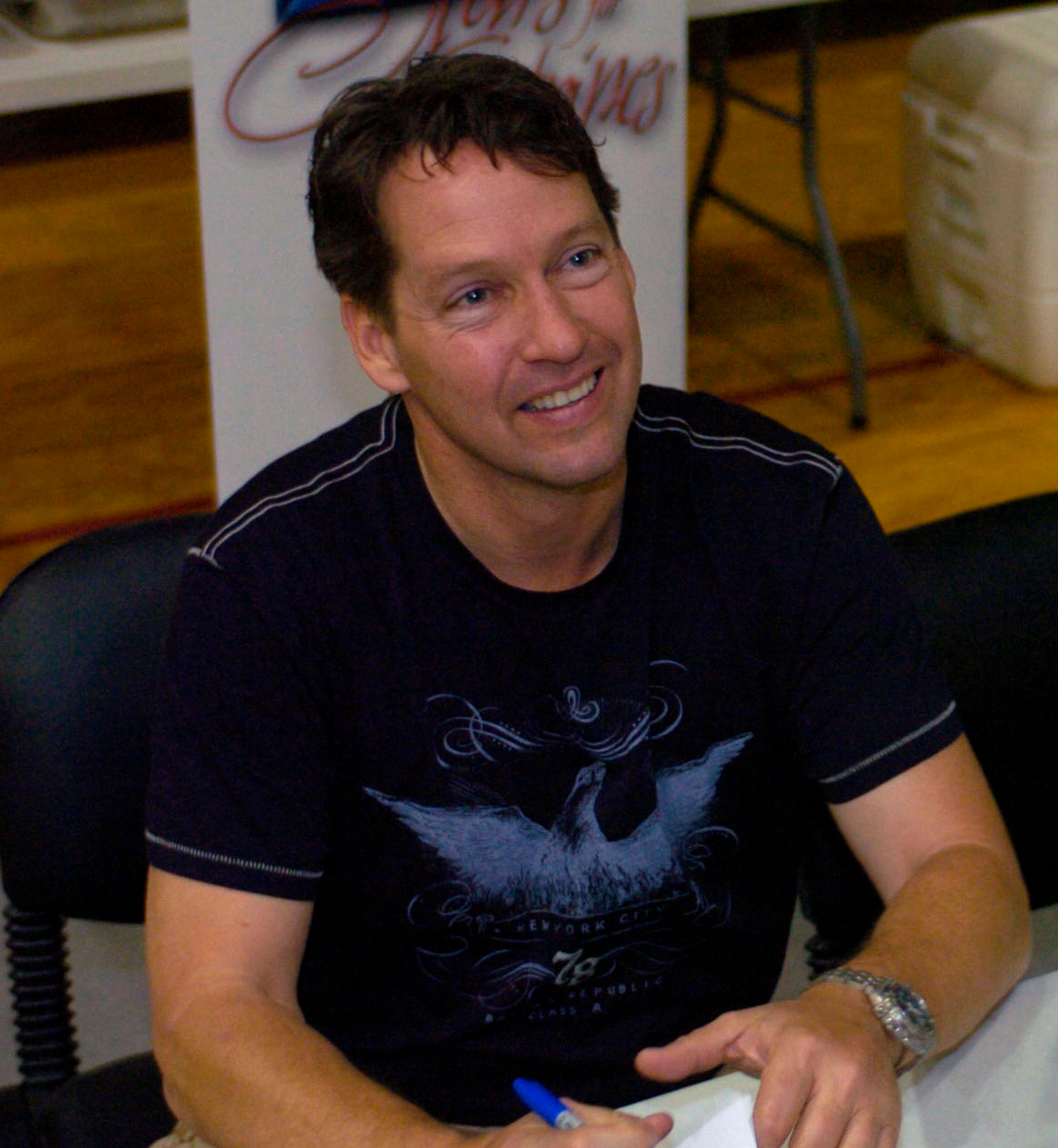
Daniel Bernard Sweeney, 2008

Daniel Bernard „D. B.“ Sweeney (* 14. November 1961 in Shoreham, New York) ist ein US-amerikanischer Schauspieler.

## Leben
Daniel Bernard Sweeney wollte zunächst professioneller Baseballspieler werden, was aufgrund eines Verkehrsunfalls unmöglich wurde. Er absolvierte die Tulane University; danach trat er in einigen Theaterrollen auf.
Sweeney debütierte 1985 als Filmschauspieler neben Martin Sheen und Hector Elizondo in dem Fernsehthriller Nachts wenn der Mörder kommt. In dem Filmdrama Der steinerne Garten von Francis Ford Coppola spielte er 1987 die Rolle des Soldaten Jackie Willow, der Rachel Feld (Mary Stuart Masterson) heiratet und später in Vietnam in einem Kriegseinsatz stirbt. In dem Science-Fiction-Mysterydrama Feuer am Himmel, nach der Literaturvorlage Fire in the Sky, spielte er 1993 die Hauptrolle des Travis Walton.
Für seine Rolle in dem Filmdrama The Weekend, in dem er 1999 neben Gena Rowlands zu sehen war, gewann D. B. Sweeney im Jahr 2000 den New American Cinema Award auf dem Seattle International Film Festival. Bei der Komödie Dirt Nap fungierte er als Regisseur, Drehbuchautor, Produzent wie auch als Darsteller und gewann für diese Regiearbeit 2006 eine Auszeichnung des Boston International Film Festival.
Sweeney ist mit Ashley Vachon verheiratet und hat ein Kind.

## Filmografie (Auswahl)
- 1985: Nachts wenn der Mörder kommt (Out of the Darkness)
- 1985: Spenser
- 1986: Verbotene Leidenschaft (Fire with Fire)
- 1987: Der steinerne Garten (Gardens of Stone)
- 1987: No Man’s Land – Tatort 911 (No Man's Land)
- 1988: Acht Mann und ein Skandal (Eight Men Out)
- 1988: Lonesome Dove (Der Weg in die Wildnis)
- 1990: Memphis Belle
- 1991: Blue Heat – Hilf dir selbst oder stirb (Blue Desert)
- 1992: Liebe und Eis (The Cutting Edge)
- 1992: Miss Rose White
- 1993: Feuer am Himmel (Fire in the Sky)
- 1995–1996: Strange Luck – Dem Zufall auf der Spur (Strange Luck, Fernsehserie, 17 Folgen)
- 1997: Spawn
- 1999: The Weekend
- 1999: Märchenprinz verzweifelt gesucht (Goosed)
- 1999: Rising Star (Introducing Dorothy Dandridge)
- 1999–2000: Virtual Reality – Kampf ums Überleben (Virtual Reality, Fernsehserie, 9 Folgen)
- 2000: After Sex
- 2000: Dinosaurier (Dinosaur, Stimme)
- 2001: Hardball (Hard Ball)
- 2002: Superfire – Inferno in Oregon (Superfire)
- 2004: Speak – Die Wahrheit ändert alles (Speak)
- 2004–2005: Life As We Know It (Fernsehserie, 13 Folgen)
- 2006: Dirt Nap (auch Regisseur, Drehbuchautor und Produzent)
- 2006: Two Tickets to Paradise (auch Regisseur, Drehbuchautor und Produzent)
- 2006: Dr. House (Fernsehserie, Folge 2x23)
- 2006–2008: Jericho – Der Anschlag (Jericho, Fernsehserie, 5 Folgen)
- 2008: Heatstroke – Insel der Aliens (Heatstroke)
- 2009: Criminal Minds (Fernsehserie, 3 Folgen)
- 2010: The Event (Fernsehserie, 6 Folgen)
- 2010: 24 (Fernsehserie, 2 Folgen)
- 2010: Three Rivers Medical Center (Fernsehserie, Folge 1x13)
- 2010: CSI: NY (Fernsehserie, Folge 6x12)
- 2011: The Closer (Fernsehserie, Folge 7x13)
- 2011: Javelina
- 2011: Hawaii Five-0 (Fernsehserie, Folge 1x19)
- 2011: Castle (Fernsehserie, Folge 3x22)
- 2012: 96 Hours – Taken 2 (Taken 2)
- 2012–2016: Major Crimes (Fernsehserie, 3 Folgen)
- 2013: Underdogs
- 2013: Touch (Fernsehserie, 4 Folgen)
- 2013–2014: Two and a Half Men (Fernsehserie, 10 Folgen)
- 2014: The Secret – Ein tödliches Geheimnis (Free Fall)
- 2015: To Appomattox (Fernsehserie, 7 Folgen)
- 2015: Die Entführung von Bus 657 (Heist)
- 2015–2016: Mountain Men (Fernsehserie, 26 Folgen)
- 2015: Extraction
- 2016: The Resurrection of Gavin Stone
- 2019: Captive State
- 2020: Empire (Fernsehserie, Folge 6x17)
- 2021: Haymaker
- 2021–2022: B Positive (Fernsehserie, 10 Folgen)
- 2023: Call Me Kat (Fernsehserie, Folgen 3x11–3x12)
- 2023: Reporting for Christmas
- 2024: Megalopolis